# Thrissur (distrikt)
Thrissur District är ett distrikt i Indien.   Det ligger i delstaten Kerala, i den södra delen av landet, 2 000 km söder om huvudstaden New Delhi. Antalet invånare är 3 121 200. Arean är 3 032 kvadratkilometer. Thrissur District gränsar till Palakkad district, Ernakulam och Mallapuram.
Terrängen i Thrissur District är varierad.
Följande samhällen finns i Thrissur District:
- Trichūr
- Kunnamkulam
- Kizhake Chālakudi
- Kodungallur
- Irinjālakuda
- Guruvāyūr
- Kadikkād
- Pazhayannūr
- Anjur
- Chelakara
- Thanniyam
- Avanoor
- Edakkulam